# 町 (クルアーン)
『町』とは、クルアーンにおける第90番目の章（スーラ）。20の節（アーヤ）から成る。マッカ啓示に分類される。

## 内容
冒頭の「われはこの町において誓う。」に因んでこの題名が採られている。マッカ住人に対して信仰生活の重要性が説かれる。